# Tough Trucks: Modified Monsters
Tough Trucks: Modified Monsters es un videojuego de carreras desarrollado por Bugbear Entertainment y publicado por Activision Value para Windows. Fue lanzado el 21 de julio de 2003.

## Jugabilidad
Hay seis camiones monstruos en el juego, que varían en velocidad, aceleración y durabilidad, con la capacidad de mejorar (motor, transmisión, suspensión, neumáticos, carrocería), reparar entre carreras y cambiar la apariencia (pintar o aplicar pegatinas en cualquier parte de la carrocería). Se entrega un coche para todo el juego.
El juego tiene un modo en forma de campeonato. A medida que se avance se podrá correr en cualquiera de sus 16 pistas, excepto las especiales. Se puede volver a jugar cualquier pista, excepto la especial, ya que ganar la pista especial otorga una pieza de repuesto secreta y repone el suministro de nitro. Hay 4 coches participando en la carrera.
Se ha implementado un sistema de daños: los cristales se rompen, la carrocería se aboya, las piezas de repuesto salen volando.